# Фінал Кубка Футбольної ліги 1979
Фінал Кубка Футбольної ліги 1979 — фінальний матч розіграшу Кубка Футбольної ліги 1978—1979, 19-го розіграшу Кубка Футбольної ліги. У матчі, що відбувся 17 березня 1979 року на стадіоні «Вемблі», зіграли «Ноттінгем Форест» та «Саутгемптон».
| Володар Кубка Футбольної ліги 1979 |
| ---------------------------------- |
|                                    |
| «Ноттінгем Форест» 2-й титул       |

## Шлях до фіналу
| Ноттінгем Форест         | Ноттінгем Форест                        | Раунд                           | Саутгемптон    | Саутгемптон                             |
| ------------------------ | --------------------------------------- | ------------------------------- | -------------- | --------------------------------------- |
| Суперник                 | Результат                               | Кубок Футбольної ліги 1978—1979 | Суперник       | Результат                               |
| Олдем Атлетік            | 0-0 на виїзді, 4-2 вдома (перегравання) | Другий раунд                    | Бірмінгем Сіті | 5-2 на виїзді                           |
| Оксфорд Юнайтед          | 5-0 на виїзді                           | 1/16 фіналу                     | Дербі Каунті   | 1–0 вдома                               |
| Евертон                  | 3-2 на виїзді                           | 1/8 фіналу                      | Редінг         | 0-0 на виїзді, 2-0 вдома (перегравання) |
| Брайтон енд Гоув Альбіон | 3-1 вдома                               | 1/4 фіналу                      | Манчестер Сіті | 2-1 вдома                               |
| Вотфорд                  | 3-1 вдома, 0-0 на виїзді                | 1/2 фіналу                      | Лідс Юнайтед   | 2-2 на виїзді, 1-0 вдома                |

## Матч

### Деталі
| 17 березня 1979 |

| Ноттінгем Форест           | 3:2 | Саутгемптон       |
| -------------------------- | --- | ----------------- |
| Бертлс 51', 79' Вудкок 83' |     | Піч 16' Холмс 88' |

| Вемблі, Лондон Глядачів: 96 952 Арбітр: Пітер Рівз |

| Ноттінгем Форест | Саутгемптон |

|                  |  |                    |  |
|                  |  |                    |  |
| В                |  | Пітер Шилтон       |  |
| З                |  | Колін Барретт      |  |
| З                |  | Френк Кларк        |  |
| З                |  | Ларі Ллойд         |  |
| З                |  | Девід Нідгем       |  |
| ПЗ               |  | Джон Макговерн (к) |  |
| ПЗ               |  | Мартін О'Нілл      |  |
| ПЗ               |  | Арчі Геммілл       |  |
| ПЗ               |  | Джон Робертсон     |  |
| Н                |  | Гаррі Бертлс       |  |
| Н                |  | Тоні Вудкок        |  |
| Запасні:         |  |                    |  |
| ПЗ               |  | Іан Боєр           |  |
| Головний тренер: |  |                    |  |
| Браян Клаф       |  |                    |  |

|                  |  |                      |  |     |
| В                |  | Террі Генноу         |  |     |
| З                |  | Іван Ґолац           |  |     |
| З                |  | Девід Піч            |  |     |
| З                |  | Малкольм Волдрон     |  |     |
| З                |  | Кріс Ніколл          |  |     |
| ПЗ               |  | Стів Вільямс         |  |     |
| ПЗ               |  | Алан Джеймс Болл (к) |  |     |
| ПЗ               |  | Остін Хейєс          |  | 83' |
| ПЗ               |  | Нік Холмс            |  |     |
| ПЗ               |  | Террі Керран         |  |     |
| Н                |  | Філ Боєр             |  |     |
| Запасні:         |  |                      |  |     |
| Н                |  | Тоні Сілі            |  | 83' |
| Головний тренер: |  |                      |  |     |
| Лоурі Макменемі  |  |                      |  |     |